# Vysočina (nakladatelství)
Vysočina bylo české nakladatelství fungující mezi lety 1941 a 1947 a založené v Třebíči.

## Historie
Ilegální nakladatelství bylo založeno v roce 1941 v Třebíči Antonínem Bartuškem a Milošem Václavem Dočekalem, v roce 1944 změnilo název na Vysočina. Po skončení druhé světové války se zakladatelé přesunuli do Prahy, kde vydavatelství zinstitucionalizovali a nadále fungovalo pod spolkem rodáků a přátel Českomoravské Vysočiny. Následně se nakladatelství v roce 1946 přejmenovalo na Edici Vysočina a následně v roce 1947 na Edici Vysočina, spolek rodáků a přátel Českomoravské Vysočiny. 

## Dílo
Nakladatelství vydávalo díla Antonína Bartuška, Františka Brauna, Miloše Václava Dočekala, Heleny Erbenové, Jana Machoně, Ladislava Nováka, Ladislava Pospíchala, Oldřicha Sirovátky a dalších.
Často vydávalo básně, často se zaměřením na Českomoravskou Vysočinu, dále také vydávalo sborník Vysočina a časopis Vítr. Výtvarně v nakladatelství pracovali Václav Fiala, Michael Florian, Zdeněk Müller a Vladimír Šindler.